# Dreiband-Europameisterschaft für Nationalmannschaften 1989

Logo CEB (ausrichtender Verband)

Die Dreiband-Europameisterschaft für Nationalmannschaften 1989 war die 3. Auflage dieses Turniers, dass in der Billardvariante Dreiband ausgetragen wurde. Sie fand vom 16. bis zum 18. Juni 1989 in Lissabon statt.

## Spielmodus
Es nahmen neun Mannschaften an dieser EM teil, wobei Portugal als Ausrichter für die Finalrunde gesetzt war. Die anderen acht Mannschaften spielten in einer Qualifikationsrunde die restlichen Teilnehmer an der Finalrunde aus. Die Partiedistanz betrug 30 Punkte. Jeder spielte gegen beide Spieler der gegnerischen Mannschaft.
Bei Punktegleichstand wird wie folgt gewertet:
1. Matchpunkte (MP)
2. Partiepunkte (PP)
3. Mannschafts-Generaldurchschnitt (MGD)

## Turnierkommentar
Titelverteidiger Schweden scheiterte bereits in der Qualifikation an Belgien. Neuer Europameister wurden die Niederlande.

## Teilnehmende Nationen
| Nation      | Runde | Spieler 1         | Spieler 2        |
| ----------- | ----- | ----------------- | ---------------- |
| Schweden    | Q     | Torbjörn Blomdahl | Lennart Blomdahl |
| Spanien     | Q     | Jose Carrillo     | Javier Arenaza   |
| Belgien     | Q     | Paul Stroobants   | Michel Mens      |
| Portugal    | F     | Manuel Fradinho   | Jorge Theriaga   |
| Frankreich  | Q     | Richard Bitalis   | Robert Weingart  |
| Niederlande | Q     | Rini van Bracht   | Dick Jaspers     |
| Dänemark    | Q     | Danny Korte       | Tonny Carlsen    |
| Italien     | Q     | Ignazio Armato    | Picciano         |
| Österreich  | Q     | Christoph Pilss   | Franz Stenzel    |

## Qualifikationsspiele für die Finalrunde in Lissabon

### Qualifikationsspiel in Belgien
| Nation 1 | PP | Pkte | Aufn | MGD | HS | Nation 2 | PP | Pkte | Aufn | MGD | HS |
| -------- | -- | ---- | ---- | --- | -- | -------- | -- | ---- | ---- | --- | -- |
| Belgien  | 5  |      |      |     |    | Schweden | 3  |      |      |     |    |

### Qualifikationsspiel in Frankreich
| Nation 1   | PP | Pkte | Aufn | MGD   | HS | Nation 2    | PP | Pkte | Aufn | MGD   | HS |
| ---------- | -- | ---- | ---- | ----- | -- | ----------- | -- | ---- | ---- | ----- | -- |
| Frankreich | 0  |      |      | 0,877 |    | Niederlande | 8  |      |      | 1,224 |    |

### Qualifikationsspiel in Dänemark
| Nation 1 | PP | Pkte | Aufn | MGD | HS | Nation 2 | PP | Pkte | Aufn | MGD   | HS |
| -------- | -- | ---- | ---- | --- | -- | -------- | -- | ---- | ---- | ----- | -- |
| Dänemark | 8  |      |      |     |    | Italien  | 0  |      |      | 1,224 |    |

### Qualifikationsspiel in Spanien
| Nation 1 | PP | Pkte | Aufn | MGD | HS | Nation 2   | PP | Pkte | Aufn | MGD | HS |
| -------- | -- | ---- | ---- | --- | -- | ---------- | -- | ---- | ---- | --- | -- |
| Spanien  | 6  |      |      |     |    | Österreich | 2  |      |      |     |    |

## Finalrunde
| Nation 1    | PP | Pkte | Aufn | MGD   | HS | Nation 2    | PP | Pkte | Aufn | MGD   | HS |
| ----------- | -- | ---- | ---- | ----- | -- | ----------- | -- | ---- | ---- | ----- | -- |
| Belgien     | 4  | 102  | 114  | 0,894 |    | Niederlande | 4  | 111  | 114  | 0,973 |    |
| Dänemark    | 6  | 112  | 120  | 0,933 |    | Spanien     | 2  | 95   | 120  | 0,791 |    |
| Belgien     | 4  | 96   | 119  | 0,806 |    | Portugal    | 4  | 99   | 119  | 0,831 |    |
| Dänemark    | 5  | 111  | 117  | 0,948 |    | Belgien     | 3  | 89   | 117  | 0,760 |    |
| Niederlande | 6  | 119  | 113  | 1,053 |    | Portugal    | 2  | 84   | 113  | 0,743 |    |
| Niederlande | 7  | 120  | 113  | 1,061 |    | Spanien     | 1  | 89   | 113  | 0,787 |    |
| Dänemark    | 6  | 112  | 104  | 1,076 |    | Portugal    | 2  | 84   | 104  | 0,807 |    |
| Belgien     | 8  | 120  | 114  | 1,052 |    | Spanien     | 0  | 71   | 114  | 0,622 |    |
| Spanien     | 4  | 114  | 134  | 0,850 |    | Portugal    | 4  | 100  | 134  | 0,746 |    |
| Niederlande | 5  | 100  | 85   | 1,176 |    | Dänemark    | 3  | 98   | 100  | 0,980 |    |

## Abschlusstabelle Finalrunde
| MP    | Match Punkte (Sieger = 2; Unentschieden = 1; Verlierer = 0) |
| SV    | Satzverhältnis (nur bei Turnieren im Satzsystem)            |
| Pkte. | Erzielte Karambolagen                                       |
| Aufn. | benötigte Aufnahmen                                         |
| GD    | Generaldurchschnitt                                         |
| MGD   | Mannschafts-Generaldurchschnitt                             |
| BED   | Bester Einzeldurchschnitt eines Spielers                    |
| BEMD  | Bester Einzeldurchschnitt einer Mannschaft                  |
| BSD   | Bester Satzdurchschnitt eines Spielers                      |
| HS    | Höchstserie                                                 |
| WRP   | Weltranglistenpunkte                                        |

| Platz | Nation      | MP | G-U-V | PP    | Pkt. | Aufn. | MGD   | BEMD  | HS |
| ----- | ----------- | -- | ----- | ----- | ---- | ----- | ----- | ----- | -- |
| 1     | Niederlande | 7  | 3-1-0 | 20:10 | 450  | 434   | 1,036 | 1,176 |    |
| 2     | Dänemark    | 6  | 3-0-1 | 20:12 | 433  | 426   | 1,016 | 1,076 |    |
| 3     | Belgien     | 4  | 1-2-1 | 19:13 | 407  | 464   | 0,877 | 1,052 |    |
| 4     | Portugal    | 2  | 0-2-2 | 12:20 | 367  | 479   | 0,766 | 0,831 |    |
| 5     | Spanien     | 1  | 0-1-3 | 7:25  | 369  | 481   | 0,767 | 0,850 |    |